# 문경 대승사 사면석불
문경 대승사 사면석불(聞慶 大乘寺 四面石佛)은 대한민국 경상북도 문경시 산북면 전두리, 대승사에 있는 신라의 석불이다. 2007년 12월 31일 경상북도의 유형문화재 제403호로 지정되었다.

## 지정 사유
『삼국유사』(三國遺事) 권4 탑상조의 기록에 의하면, 대승사 사면석불에 대한 내용이 신라 진평왕대에 보이고 있어 그 조성시기는 6~7세기로 추정된다. 불상이 새겨진 바위는 사각형 형태의 방주석(方柱石)으로 각 면은 정확히 동서남북을 향하고 있으며 사면(四面)에는 모두 불상 1구씩이 새겨져 있다. 불상은 전체적으로 마멸이 심하여 세부 문양을 파악하기 어려우나 모두 여래상인 것으로 보인다. 동쪽과 서쪽은 좌상(坐像)이고 남쪽과 북쪽은 입상(立像)으로 추정된다. 그 가운데 동쪽의 좌상은 가장 상태가 양호하다. 이 사면석불은 사방불이면서도 신라의 왕도인 경주가 아닌 지방에 위치하고 있다는 점이 특이하다. 비록 마멸이 심하여 불상의 세부파악에는 어려움이 있으나 현존 몇 안 되는 우리나라 사방불 연구에 좋은 자료가 되므로 유형문화재(有形文化財)로 지정한다.

## 현지 안내문
일연의 《삼국유사》"권2. 탑상제4, 사불산·굴불산·만불산 조"에 의하면 "죽령 동쪽 백리쯤 되는 곳에 우뚝 솟은 높은 산이 있는데, 진평왕 9년(587) 갑신에 갑자기 사면이 한 길이나 되는 큰 돌이 나타났다. 거기에는 사방여래의 상을 새기고 모두 붉은 비단으로 싸여 있었는데 하늘에서 그 산마루에 떨어진 것이다. 왕이 이말을 듣고 그곳으로 가서 그 돌을 쳐다보고 나서 드디어 그 바위 곁에 절을 세우고 절 이름을 대승사라고 했다. 여기에 이름은 전하지 않으나 연경을 외는 중을 청해다가 이 절을 맡겨 공석을 깨끗이 쓸고 향화를 끊이지 않았다. 그 산을 역덕산이라 하고 혹은 사불산이라고도 했다. 그 절의 중이 죽어 장사지냈더니 무덤위에서 연꽃이 피었다.

## 갤러리

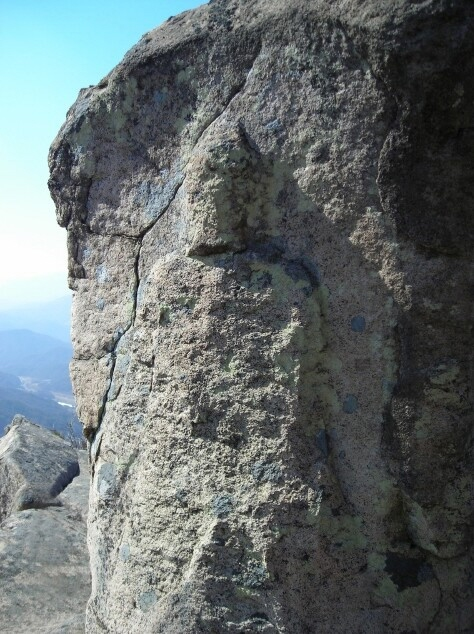
근경

## 같이 보기
- 대승사

## 참고 자료
- 문경대승사사면석불 - 국가유산청 국가유산포털